# Дукла (футбольный клуб, Прага)
«Ду́кла» (чеш. Dukla Praha) — чешский профессиональный футбольный клуб из Праги. 11-кратный чемпион Чехословакии, 8-кратный обладатель кубка Чехословакии. В 1996 году произошло слияние «Дуклы» с клубом «Пршибрам». В 2001 году пражская команда «Дукла Дейвице» была переименована в «Дукла Прага», получив впоследствии права на название и всю историю клуба.
Так и не сумев выиграть европейские титулы, клуб, тем не менее, известен тем, что в нём большую часть своей карьеры провел известный чехословацкий футболист Йозеф Масопуст, который в 1962 году был удостоен Золотого мяча.

## История

### Основание клуба и первое десятилетие
Клуб был организован чехословацкой армией в 1947 году под названием «АТК Прага» (Armádní tělovýchovný klub — Армейский спортивный клуб). В своем первом сезоне «АТК» проиграл будущему чемпиону — пражской «Славии» — со счетом 2:8, но закончил сезон не так уж и плохо — на восьмом месте из 14. Это было наивысшее достижение клуба в течение первых лет своего существования.
В 1952 году «АТК» выиграл свой первый трофей — кубок Чехословакии. В полуфинале клуб одержал победу над объединённой сборной Теплице и Либерца, а в финале обыграл «Шкоду» из города Градец-Кралове (4:3).
В начале 1953 года клуб был переименован в «УДА» (Ústřední dum armady — Центральный дом армии). Это изменение было связано с реорганизацией чехословацкого спорта. В этом же году команда впервые выиграла лигу, проиграв лишь один раз в 14 играх.
Самыми известными игроками тех лет были Ота Гемеле, Вацлав Павлис, Карол Добай, Ладислав Пржада, Ладислав Новак и т. д.

### Успехи 1950—1960 гг.
В 1956 году получил название «Дукла» в память о сражениях, которые чехословацкая армия вела в 1944 году на Дукельском перевале.
Как и после своего первого переименования, команда сразу же выиграла чемпионат. Отрыв от братиславского «Слована», занявшего второе место, составил 5 очков. Занявший третье место «Спартак Прага Соколово» (нынешняя «Спарта») был повержен со счетом 9:0.
В сезоне 1957/58, проходившем с весны до весны, клуб защитил свой титул. Пражский «Спартак» занял второе место, набрав, как и «Дукла», 40 очков, но забив на два мяча меньше.
В этом же сезоне команда одержала свою первую победу в еврокубках. Дома «Дукла» обыграла «Манчестер Юнайтед» со счетом 1:0, но первый матч проиграла 0:3.
В последующие годы клуб последовательно занимал места в первой тройке.
Первые чемпионства связаны с тренером Карелом Кольским, которого в 1961 году сменил Ярослав Вейвода. При нём клуб стал чемпионом в четвёртый раз, опередив ФК «Братислава» на семь очков. При этом «Дукле» удался первый дубль: в финале кубка со счетом 3:0 было обыграно жилинское «Динамо».
Начиная с 1961 года команда четыре года подряд выигрывала кубок страны.
Йозеф Масопуст, ключевой игрок Дуклы, в 1962 году был назван футболистом года в Европе. Двумя годами ранее Чехословакия заняла третье место на Чемпионате Европы.
Как чемпион страны, «Дукла» участвовала в Кубке чемпионов в 1962 и 1964 гг. Оба раза команда доходила до четвертьфинала, обыграв женевский «Серветт» и «Гурник» из Забже соответственно. Затем «Дукла» проигрывала «Тоттенхэму», «Бенфике» и дортмундской «Боруссии».
В те годы у клуба была хорошая молодёжная академия, которая в 1965 году выиграла во второй лиге и должна была выйти в премьер-лигу. Однако ей было отказано, поскольку по правилам проведения чемпионата запрещалось иметь две команды от одного клуба.
Последний раз в 60-х годах команда выиграла чемпионат в 1966 году. Интересно, что у «Дуклы» и «Спарты», занявшей второе место, были одинаковый баланс встреч (17-7-6) и разница мячей (+17).
После этого клуб трижды выиграл кубок страны (в 1965, 1966 и 1969 гг). В Кубке чемпионов сезона 1966/67 «Дукла» победила «Эсбьерг», «Андерлехт» и «Аякс» и дошла до полуфинала, уступив будущему чемпиону — «Селтику».
самыми известными игроками на тот момент были Ладислав Новак, Сватоплук Плускал, Йозеф Масопуст, Павел Коуба, Ярослав Боровичка, Франтишек Шафранек, Рудольф Кучера и т. д.

### Лига Америки
В 1961 году «Дукла» была приглашена в Международную футбольную лигу, состоявшую из 16 команд со всего мира, матчи которой проводились в Нью-Йорке.
Команда провела в США все лето, проведя 9 игр и тренируясь между ними в знаменитом Центральном парке.
В своей группе Дукла сыграла 7 матчей:
- Црвена звезда (Югославия) 4:2
- Хапоэль Петах-Тиква (Израиль) 7:1
- Рапид (Австрия) 6:0
- Конкордия Монреаль (Канада) 2:2
- Монако 2:0
- Эспаньол (Испания) 5:1
- Шемрок Роверс (Ирландия) 4:3 — играл практически второй состав

Рудольф Кучера стал лучшим бомбардиром турнира и любимцем американской публики. Основной состав команды выглядел следующим образом: Коуба — Шафранек, Чадек, Новак — Плускал, Масопуст — Брумовски, Ваценовски, Боровичка, Кучера, Йозеф Йелинек. Главный тренер — Вейвода.
В финале турнира Дукла играла с «Эвертоном». Поначалу клуб из Англии давил соперника, но затем Коуба заработал пенальти, после чего клуб перехватил инициативу и забил 5 мячей до перерыва и ещё 2 после него, позволив сопернику отыграть всего 2 мяча (7:2). Второй матч также выиграла «Дукла», но уже менее разгромно — 2:0.
Всего на турнире команда забила 39 голов и пропустила 11.
Чешский писатель и спортивный журналист Ота Павел написал об американском триумфе клуба книгу «Дукла среди небоскребов».
Преимущество клуба над всеми остальными командами на турнире было так велико, что в последующих розыгрышах американского кубка «Дуклу» приглашали играть финальный матч с командой, выигравшей в своей группе. Клуб выиграл 3 таких финала: в 1962 году у «Рио-де-Жанейро» (1:1, 2:1); в 1963 — у «Вест Хэм Юнайтед» (1:0, 1:1); в 1964 — у «Заглембе» из города Сосновец (3:1, 1:1).
В последний год розыгрыша Кубка, 1965, «Дукла» проиграла финал бытомской «Полонии» со счетом 0:2 и 1:1.
За все время участия команды в Кубке, «Дукла» выиграла 11 матчей, сыграла 4 раза вничью и проиграла 1 раз. Разница мячей — 49:19.

### 1970—1980-е гг.
Несмотря на худший результат за всю историю клуба (до 1993 года) в 1971 году, когда команда заняла 11 место в лиге, в последующих сезонах «Дукла» последовательно занимала призовые места. В 1975 году команда заняла 9 место, но через два года вновь выиграла чемпионат, опередив братиславский «Интер» на 4 очка. В то время в команде играли два очень известных бомбардира — Зденек Негода и Ладислав Визек, которые и привели «Дуклу» к чемпионству в 1979 году. Негода и вратарь Иво Виктор, наряду с игроками братиславского «Слована», были лидерами сборной Чехословакии, выигравшей в 1976 году Чемпионат Европы.
Четыре раза в период с 1969 по 1977 год «Дукла» участвовала в Кубке чемпионов, но выиграла всего 4 из 10 матчей. Однако в 1979 году клуб добился определенных успехов в кубке УЕФА: на пути к 3 раунду были обыграны Ланеросси Виченца (остающегося уходом Паоло Росси) и «Эвертон». В следующем раунде после гостевого поражения со счетом 1:4 «Дукла» дома одержала победу над «Штутгартом» — 4:0 (голы забили Хёнесс, Визек, Пельц, Гайдушек — за две минуты до конца матча). В четвертьфинале клуб потерпел поражение по сумме двух встреч от берлинской «Герты» (1:1 в гостях, 1:2 дома).
После этого успеха «Дукла» не могла пробиться во второй раунд до сезона 1985-86 гг.
В 1982 году команда выиграла очередной чемпионат страны, а Визек с 15 голами стал лучшим его бомбардиром.
Годом ранее клуб выиграл кубок страны, победив в финале «Дуклу» из Банской Бистрицы. Это был 6 подряд кубковый финал для команды и третий за 6 лет выигранный кубок.

### 1990-е гг.
В 1990 году, после бархатной революции, которая привела к значительному снижению популярности клуба армии, «Дукла» выиграла Кубок Чехословакии, победив в трех из четырёх последних матчах турнира по пенальти, в финале был обыгран братиславский «Интер». В следующем сезоне клуб выступал в Кубоке обладателей кубков, где во втором раунде уступил киевскому «Динамо».
С начала 1990-х, у клуба начался продолжительный и глубокий финансовый кризис. Основным соперникам, удалось получить выгодные спонсорские контракты, «Дукле» аналогичных спонсорских контрактов получить не удалось, что было связано из-за её репутации в прошлом.
До распада Чехословакии «Дукла» никогда не вылетала из чехословацкой элиты, но в первом сезоне Чемпионата Чехии знаменитый клуб выиграл только один матч, и в первый раз с момента своего создания вылетел из высшего дивизиона. Из-за финансовых проблем команда была переведена в третью лигу.
После финансового кризиса клуб объединился в 1996 году с командой второй лиги «Портал», в результате чего возникла команда «Марила» из города Пршибрам.

### 2000-е гг.
В 2001 году права на название «Дукла Прага» приобрела любительская команда «Дукла Дейвице», выступавшая на тот момент в Чемпионате Праги. В ноябре 2006 владелец и президент клуба Милан Дорушка приобрел профессиональную лицензию на право выступать во Второй лиге у команды «Якубчовице». В сезоне 2010/11 «Дукла» победила во второй лиге и вышла в Гамбринус лигу.

## Выступление в чемпионате и Кубке Чехии
| Сезон                                                     | Лига/дивизион             | Уров. | Место | Кубок          |
| --------------------------------------------------------- | ------------------------- | ----- | ----- | -------------- |
| 1993/94                                                   | Первая лига               | 1     | 14    | Второй раунд   |
| 1994/95                                                   | Богемская футбольная лига | 3     | 3     | 1/8 финала     |
| 1995/96                                                   | Богемская футбольная лига | 3     | 3     | 1/8 финала     |
| С 1996 по 2001 год существовала только молодёжная команда |                           |       |       |                |
| 2001/02                                                   | Чемпионат Праги           | 5     | 14    | не участвовала |
| 2002/03                                                   | Чемпионат Праги           | 5     |       | не участвовала |
| 2003/04                                                   | I класс A                 | 6     |       | не участвовала |
| 2004/05                                                   | Чемпионат Праги           | 5     | 2     | не участвовала |
| 2005/06                                                   | Чемпионат Праги           | 5     | 13    | не участвовала |
| 2006/07                                                   | Чемпионат Праги           | 2     | 2     | не участвовала |
| 2007/08                                                   | Вторая лига               | 2     | 14    | Третий раунд   |
| 2008/09                                                   | Вторая лига               | 2     | 5     | Второй раунд   |
| 2009/10                                                   | Вторая лига               | 2     | 6     | Третий раунд   |
| 2010/11                                                   | Вторая лига               | 2     | 1     | Третий раунд   |
| 2011/12                                                   | Gambrinus лига            | 1     | 6     | 1/8 финала     |
| 2012/13                                                   | Gambrinus лига            | 1     | 6     | 1/8 финала     |
| 2013/14                                                   | Gambrinus лига            | 1     | 7     | 1/4 финала     |
| 2014/15                                                   | Synot лига                | 1     | 6     | Второй раунд   |
| 2015/16                                                   | Synot лига                | 1     | 10    | 1/4 финала     |
| 2016/17                                                   | ePojisteni.cz лига        | 1     | 7     | 1/8 финала     |
| 2017/18                                                   | HET лига                  | 1     | 11    | Третий раунд   |
| 2018/19                                                   | Fortuna лига              | 1     | 16    | 1/8 финала     |
| 2019/20                                                   | Fortuna национальная лига | 2     | 3     | 1/8 финала     |
| 2020/21                                                   | Fortuna национальная лига | 2     | 8     | Третий раунд   |
| 2021/22                                                   | Fortuna национальная лига | 2     | 9     | Третий раунд   |
| 2022/23                                                   | Fortuna национальная лига | 2     | 4     | Третий раунд   |
| 2023/24                                                   | Fortuna национальная лига | 2     | 1     | 1/4 финала     |
| 2024/25                                                   | Chance лига               | 1     | 14    | 1/8 финала     |

## Достижения

### Национальные
Чемпионат Чехословакии
- Чемпион (11): 1953, 1956, 1957/58, 1960/61, 1961/62, 1962/63, 1963/64, 1965/66, 1976/77, 1978/79, 1981/82.
- Серебряный призёр (7): 1955, 1958/59, 1973/74, 1977/78, 1980/81, 1983/84, 1987/88.

Кубок Чехословакии
- Обладатель (8): 1960/61, 1964/65, 1965/66, 1968/69, 1980/81, 1982/83, 1984/85, 1989/90.
- Финалист (2):: 1961/62, 1967/68.

Кубок Чехии
- Обладатель (5): 1960/61, 1980/81, 1982/83, 1984/85, 1989/90.
- Финалист (4):: 1971/72, 1981/82, 1983/84, 1985/86.

## Участие в европейских турнирах
- 4-кратный участник Кубка Митропы. Наивысшее достижение — финалист розыгрыша 1955 года.
- 10-кратный участник Кубка европейских чемпионов. Наивысшее достижение — полуфинал в сезоне 1966/67 (проиграл шотландскому клубу «Селтик»)
- 6-кратный участник розыгрыша Кубка обладателей кубков. Наивысшее достижение — полуфинал в сезоне 1985/86 (уступил советскому клубу «Динамо» (Киев))
- 6-кратный участник розыгрыша Кубка УЕФА. Наивысшее достижение — 1/4 финала в сезоне 1978/79 (проиграл «Герте» (Западный Берлин).

## Основной состав
| 28 | Флаг Словакии   | Вр  | Матуш Грушка      | 1994 |  |  |  |  |
| 29 | Флаг Чехии      | Вр  | Ян Штёвичек       | 1999 |  |  |  |  |
|    |                 |     |                   |      |  |  |  |  |
| 2  | Флаг Чехии      | Защ | Давид Лудвичек    | 2001 |  |  |  |  |
| 3  | Флаг Португалии | Защ | Жоржинью          | 1998 |  |  |  |  |
| 4  | Флаг Албании    | Защ | Масимилиано Дода  | 2000 |  |  |  |  |
| 5  | Флаг Словакии   | Защ | Михал Свобода     | 2005 |  |  |  |  |
| 6  | Флаг Чехии      | Защ | Роман Голиш       | 1998 |  |  |  |  |
| 7  | Флаг Чехии      | Защ | Ян Петерка        | 1990 |  |  |  |  |
| 17 | Флаг Чехии      | Защ | Томаш Вондрашек   | 1987 |  |  |  |  |
| 18 | Флаг Чехии      | Защ | Доминик Гашек     | 1998 |  |  |  |  |
| 25 | Флаг Чехии      | Защ | Ярослав Свозил    | 1993 |  |  |  |  |
| 33 | Флаг Греции     | Защ | Мариос Пурзитидис | 1999 |  |  |  |  |
|    |                 |     |                   |      |  |  |  |  |
| 8  | Флаг Колумбии   | ПЗ  | Йон Москера       | 1990 |  |  |  |  |
| 10 | Флаг Словакии   | ПЗ  | Раймунд Микуш     | 1995 |  |  |  |  |

| 12 | Флаг Чехии                | ПЗ  | Амблер            | 2000 |  |  |  |  |
| 15 | Флаг Чехии                | ПЗ  | Штепан Шебрле     | 2002 |  |  |  |  |
| 26 | Флаг Словакии             | ПЗ  | Бачинский         | 2004 |  |  |  |  |
| 19 | Флаг Чехии                | ПЗ  | Марцел Чермак     | 1998 |  |  |  |  |
| 20 | Флаг Словакии             | ПЗ  | Лихий             | 2001 |  |  |  |  |
| 23 | Флаг Чехии                | ПЗ  | Якуб Гора         | 1991 |  |  |  |  |
| 27 | Флаг Чехии                | ПЗ  | Якуб Зероник      | 2001 |  |  |  |  |
| 39 | Флаг Чехии                | ПЗ  | Даниэл Козма      | 1995 |  |  |  |  |
|    |                           |     |                   |      |  |  |  |  |
| 9  | Флаг Боснии и Герцеговины | Нап | Мурис Мешанович   | 1990 |  |  |  |  |
| 22 | Флаг Камеруна             | Нап | Кевин-Принс Милла | 2003 |  |  |  |  |
| 14 | Флаг Чехии                | Нап | Якуб Годек        | 2001 |  |  |  |  |
| 21 | Флаг Чехии                | Нап | Филип Шпатенка    | 2004 |  |  |  |  |
| 37 | Флаг Чехии                | Нап | Якуб Ржезничек    | 1988 |  |  |  |  |